# Epicor
Epicor este o companie globală, furnizoare de soluții software ERP (Enterprise Resource Planning) fiind cunoscută mai ales în Statele Unite ale Americii.
În anul 2004, compania a achiziționat furnizorul de soluții ERP, Scala Business Solutions.
Număr de angajați în 2009: 2.700

## Epicor în România
Compania este prezentă în România din 1996, atrăgând peste 170 de clienți din distribuție, producție, HoReCa și servicii.
Printre jucătorii din piața ERP se mai numără SAP, IBM, Romsys, Ness, Wizrom, Totalsoft.
Centrul Epicor de la București coordonează vânzările din Albania, Bosnia, Bulgaria, Croația, Cipru, Grecia, Israel, Serbia și Slovenia.
Număr de angajați în 2009: 21
Cifra de afaceri:
| Anul          | 2008 | 2007 | 2005 |
| ------------- | ---- | ---- | ---- |
| milioane euro | 1,9  | 3    | 2,7  |